# Ceriana vespiformis
Ceriana vespiformis là một loài ruồi trong họ Ruồi giả ong (Syrphidae). Loài này được Latreille mô tả khoa học đầu tiên năm 1804. Ceriana vespiformis phân bố ở vùng Cổ Bắc giới